# Guerra Negra
A Guerra Negra foi um período da década de 1820 a 1832 de violento conflito entre colonos britânicos e aborígines australianos na Tasmânia. O conflito, travado em grande parte como uma guerra de guerrilha pelos dois lados, matou mais de 200 colonos europeus e entre 600 e 900 aborígines, quase aniquilando a população indígena da ilha. A quase destruição dos aborígines tasmanianos e a incidência frequente de assassinatos em massa provocaram debates entre os historiadores sobre se a Guerra Negra deveria ser definida como um ato de genocídio.